# Reinald Schiestel
Reinald Schiestel (* 22. Februar 1959 in Graz) ist ein österreichischer Arzt, psychosozialer Berater und ehemaliger Basketballspieler.

## Laufbahn
Schiestel wurde als Jugendlicher mit der BU Graz Staatsmeister im Basketball, spielte ab Ende der 1970er Jahre dann mit dem UBSC Graz in der Bundesliga. Von 1981 bis 1986 war der 2,08 Meter messende Innenspieler Mitglied des ABC Merkur Graz und trat mit dem Bundesligisten auch im Europapokal an. 1982 gab er seinen Einstand in der österreichischen A-Nationalmannschaft, für die er bis 1991 42 Länderspiele bestritt.
1986 wechselte Schiestel für eine Saison zur Turnerschaft Innsbruck, hernach spielte er von 1987 bis 1989 für den BK Klosterneuburg. Mit den Niederösterreichern gewann er 1988 und 1989 die Staatsmeisterschaft. Er nahm mit Klosterneuburg am Europapokal der Landesmeister teil, in diesem Bewerb glänzte Schiestel Mitte Oktober 1988 mit 25 Punkten beim knappen 83:82-Sieg über BK Balkan Botewgrad aus Bulgarien.
1989 verließ Schiestel Klosterneuburg und spielte bis 1994 in Möllersdorf. 1991 und 1994 errang er mit der Mannschaft die Staatsmeisterschaft.
Schiestel studierte während seiner Basketballlaufbahn Medizin. Er wurde Facharzt für Unfallchirurgie und bildete sich bei mehreren Auslandsaufenthalten beruflich fort, darunter in Kanada, der Schweiz, Südafrika und den Vereinigten Staaten. Als Arzt betreute Schiestel unter anderem Mannschaften des Österreichischen Basketballverbands sowie Einzelsportler beziehungsweise Mannschaften aus weiteren Sportarten, darunter American Football, Judo, Triathlon, Laufsport, Motorsport und Kraftsport. Er erlangte einen weiteren Studienabschluss, nämlich im Bereich Management und Wirtschaft. 2005 machte er sich als Mediziner selbständig. Seit 2007 leitet er eine Gemeinschaftsordination mit Schwerpunkt auf einer fächerübergreifenden und weitgehend ganzheitlichen Medizin. Von 2007 bis 2013 leitete er ein Beratungszentrum für Selbstheilung. Als Vortragsredner zum Thema „Familie und Selbstheilung“ war er in mehreren Ländern beschäftigt. Von Anfang 2016 bis Anfang 2017 arbeitete Schiestel in China, ehe er in sein Heimatland zurückkehrte.